# Coalició de l'Esquerra Radical
La Coalició de l'Esquerra Radical (en grec Συνασπισμός Ριζοσπαστικής Αριστεράς, Sinaspismós Rizospastikís Aristeràs), més coneguda com a ΣΥΡΙΖΑ (transcrit SÍRIZA, AFI: [ˈsiɾiza]), és un partit polític de centreesquerra de Grècia creat inicialment com a coalició arran de les eleccions legislatives gregues de 2004. Més endavant, al 2012, es va registrar com a partit.

## Formació
Malgrat que es va presentar formalment per les eleccions legislatives de 2004, la seva gestació és anterior i té com a referència l'Espai pel Diàleg per la Unitat i l'Acció Comú de l'Esquerra (en grec: Χώρος Διαλόγου για την Ενότητα και Κοινή Δράση της Αριστεράς, Khoros Dialogu gia tin Enótita ke Kiní Drassi tis Aristeràs) que va néixer el 2001. Aquest espai el formaven diverses organitzacions de l'esquerra grega que, malgrat diferents orígens ideològics i històrics, compartien acció política comú així com diversos temes importants que havien sorgit a Grècia a la fi del segle xx, com la guerra de Kosovo, les privatitzacions o els drets socials.
Syriza es va formar a partir dels següents partits polítics (segons ordre alfabètic grec):
| Partit                                             | Ideologia o tipologia                                                 | Estat actual   |
| -------------------------------------------------- | --------------------------------------------------------------------- | -------------- |
| Ciutadans Actius                                   | Socialisme democràtic, fundat pel veterà polític grec Manolis Glezos. | Dissolt (2020) |
| Grup Polític Anticapitalista                       | Organització trotskista                                               |                |
| Associació Ciutadana de Rigas                      | Entitat per la democràcia, l'ecologisme i la justícia social          |                |
| Sinaspismós                                        | Socialisme democràtic, coalició d'origen eurocomunista.               | Dissolt (2013) |
| Organització Comunista de Grècia (KOE)             | Organització maoista                                                  | Actiu          |
| Moviment Democràtic Social (DIKKI)                 | Socialisme democràtic, creat per exmilitants del PASOK                | Actiu          |
| Ecosocialistes de Grècia                           | Ecosocialisme                                                         | Dissolt (2013) |
| Esquerra Obrera Internacionalista (DEA)            | Organització trotskista                                               | Actiu          |
| Moviment per l'Esquerra Unida en Acció (KEDA)      | Marxista-leninista, escissió del KKE                                  | Dissolt (2019) |
| Nova Xarxa de Lluitadors de Socialistes d'Esquerra | Socialisme democràtic.                                                | Actiu          |
| Roza                                               | Organització luxemburguista                                           | Dissolt (2013) |
| Radicals                                           | Socialisme democràtic, escissió de Ciutadans Actius                   |                |
| Red                                                | Organització trotskista                                               |                |
| Renovació de l'Esquerra Ecològica Comunista (AKOA) | Partit d'origen eurocomunista                                         | Dissolt (2013) |
| Unió del Centre Democràtic                         | Radicalisme, social liberalisme, centrisme                            | Actiu          |
| Front Unitari                                      | Socialisme democràtic, escissió del PASOK                             | Dissolt (2013) |

Quan Syriza es va transformar en un partit polític unitari, diverses organitzacions van decidir dissoldre's dins del mateix, com Sinaspismós, Ecosocialistes, Roza, o AKOA. D'altres van romandre actives dins de Syriza, com el Moviment Democràtic Social (DIKKI), DEA, o KOE, però a partir de l'acceptació del Memoràndum europeu de 2015, totes aquestes forces van decidir sortir del partit, moltes de les quals, juntament amb el corrent crític Plataforma d'Esquerra van crear posteriorment Unitat Popular. En 2023 el corrent Grup dels 53 (també conegut com 53+ o Umbrella) va trencar amb el partir per construir Nova Esquerra.

## Ascens
El moment decisiu pel naixement de SÍRIZA va ser a les eleccions legislatives de 2004, després d'una primera experiència a les eleccions locals de 2002. La majoria dels participants de l'Espai van intentar crear una plataforma per impulsar una aliança electoral. Així es va concebre la Coalició d'Esquerra Radical, el gener de 2004.

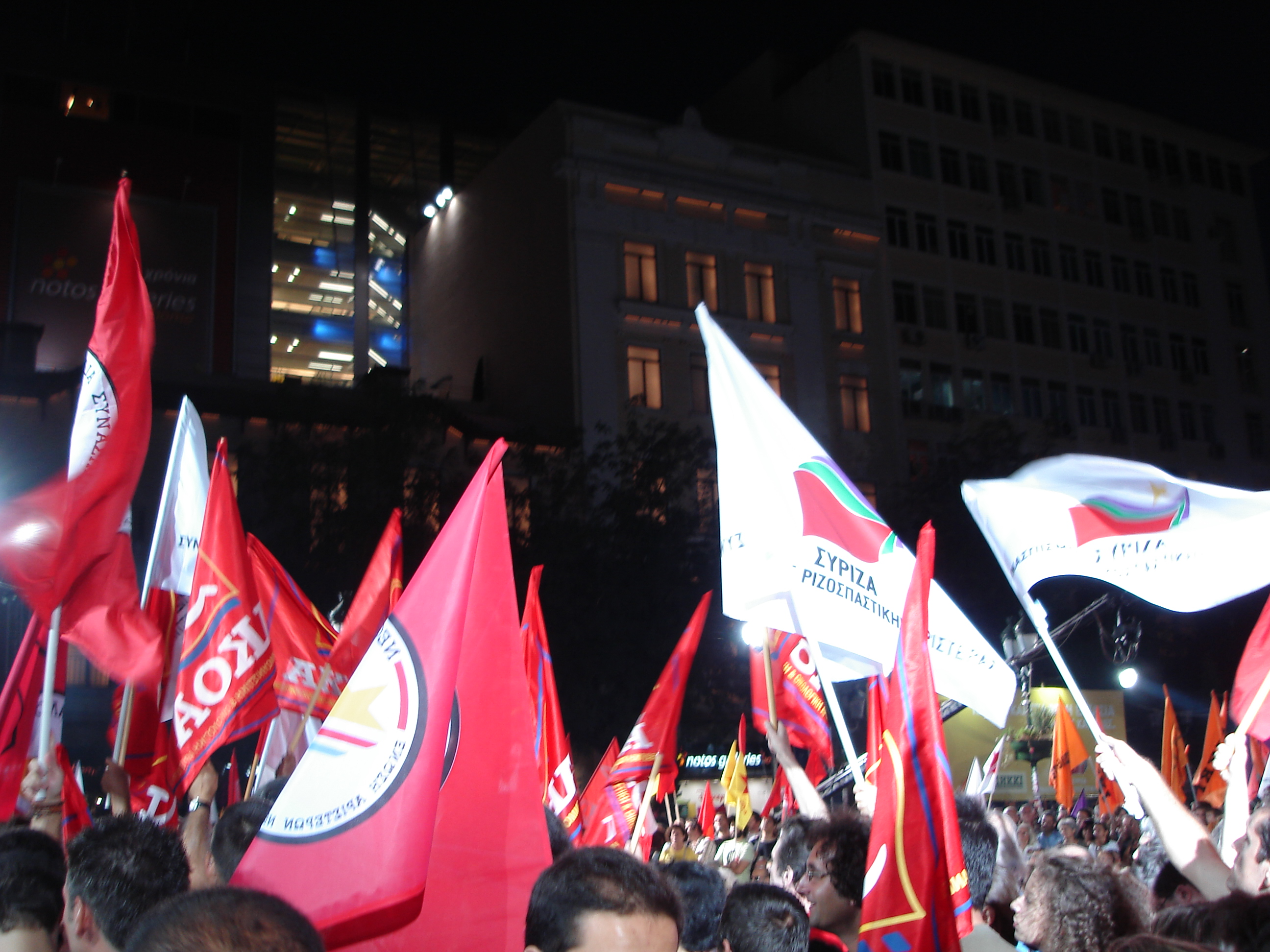
Partidaris de SÍRIZA en un acte de 2007.

La Coalició d'Esquerra Radical va ser la gran sorpresa a les eleccions legislatives gregues de 2007, per l'augment dels vots que va rebre. Un inesperat 5,04% de sufragis, li va donar 14 escons al Parlament hel·lè. A les eleccions de maig de 2012 va tenir un creixement espectacular, aconseguint ser la segona força política del país amb el 16,3% dels vots i 52 escons. Amb la repetició electoral els sondejos ja auguraven que podia ser la formació política més votada amb un 20,5 per cent dels sufragis, aconseguint finalment el segon lloc, darrere de Nova Democràcia, amb el 26,89 per cent. En aquest context de creixement i consolidació, Syriza va decidir passar de coalició a partit polític, dissolent-se part de les organitzacions participants.

## Govern de Tsipras

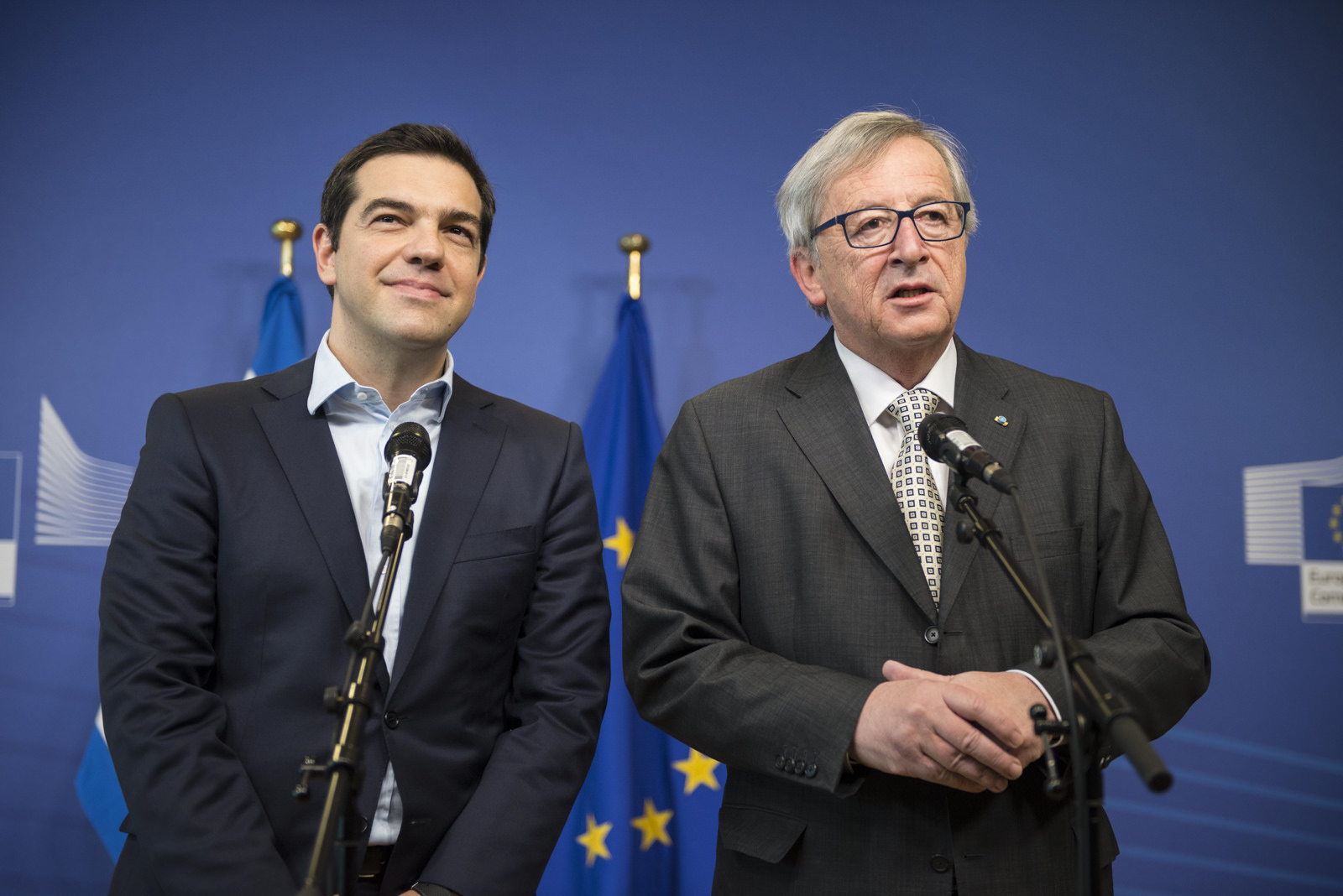
Alexis Tsipras i Jean-Claude Juncker

A les eleccions de gener de 2015 Alexis Tsipras va portar Syriza finalment a una victòria decisiva, aconseguint gobernar amb el suport dels nacional-conservadors Grecs Independents. Durant la legislatura es van dur a terme les negociacions sobre la crisi del deute públic grec, el referèndum de rescat grec i la crisi dels immigrants europeus.
Fruit precisament de les enormes contradiccions en la gestió de la crisi del deute públic i l'acceptació dels memoràndums europeus, el partit va patir una crisi interna amb l'abandonament de diverses organitzacions o corrents crítiques, bona part dels quals van crear Unitat Popular. Malgrat el terratrèmol i desgast, Syriza va mantenir el govern de coalició amb poca variació a les eleccions anticipades de setembre de 2015, mentre que UP no va aconseguir el llindar del 3%.

## Caiguda
A les eleccions al Parlament Europeu de 2019 van patir una dura derrota, perdent contra el partit opositor Nova Democràcia. Alexis Tsipras va reaccionar convocant eleccions legislatives anticipades, en les quals va aconseguir el 31,53% dels vots i només 86 escons al Parlament hel·lènic, al passar a ser segona força. Tsipras va admetre la derrota enfront Kiriakos Mitsotakis i va dimitir l'endemà com a primer ministre.
En les eleccions legislatives gregues de juny de 2023 els resultats serien encara pitjors, que juntament amb els resultats de les eleccions primàries per escollir nou líder provocarien una greu crisi interna, amb nombroses dimissions de càrrecs electes (11 diputats i 4 eurodiputats), incloent la de Tsipras i la d'Efi Ahtsioglou, la seva mà dreta i exministra de treball entre el 2016 i el 2019. Ahtsioglou havia estat candidata a les primàries davant el nouvingut Stefanos Kasselakis, que aconseguiria la victòria després d'una campanya ferotge. Posteriorment, Ahtsioglou i d'altres diputats trencarien amb el partit per formar Nova Esquerra.
La crisi derivada del polèmic resultat de les eleccions primàries no s'aturaria amb la darrera escissió, que s'agreujaria amb la intenció de Kasselakis de reorientar el partit cap al centreesquerra. El 7 de setembre de 2024 un centenar de membres del Comité Central presentarien una moció de censura contra el President, que aconseguiria el suport de 163 membres al dia següent, provocant la seva destitució definitiva. Així, el 24 de novembre de 2024 el partit va escollir com a nou líder a Sokratis Famellos, que guanyava amb un ajustadíssim marge al cretenc Pavlos Polakis. Kasselakis, per la seva banda, marxaria del partit juntament amb 4 diputats per formar Moviment per la Democràcia. Amb totes les escissions i sortides individuals, a finals de 2024 el partit veuria reduïda la seva representació al Parlament Hel·lènic a 26 diputats, prop de la meitat del resultat de les darreres eleccions.

## Resultats electorals

### Eleccions legislatives
| Any       | Líder                 | Parlament Hel·lènic | Parlament Hel·lènic | Parlament Hel·lènic | Parlament Hel·lènic | Parlament Hel·lènic | Pos. | Govern                 |
| Any       | Líder                 | Vots                | %                   | ±pp                 | Escons              | +/−                 | Pos. | Govern                 |
| --------- | --------------------- | ------------------- | ------------------- | ------------------- | ------------------- | ------------------- | ---- | ---------------------- |
| 2004      | Nikos Konstantopoulos | 241,539             | 3.3%                | +0.1                | 6 / 300             | Nou                 | 4t   | Oposició               |
| 2007      | Alekos Alavanos       | 361,211             | 5.0%                | +1.7                | 14 / 300            | 8                   | 4t   | Oposició               |
| 2009      | Alexis Tsipras        | 315,627             | 4.6%                | –0.4                | 13 / 300            | 1                   | 5è   | Oposició               |
| 2012 (I)  | Alexis Tsipras        | 1,061,265           | 16.8%               | +12.2               | 52 / 300            | 39                  | 2n   | Oposició               |
| 2012 (II) | Alexis Tsipras        | 1,655,022           | 26.9%               | +10.1               | 71 / 300            | 19                  | 2n   | Oposició               |
| 2015 (I)  | Alexis Tsipras        | 2,245,978           | 36.3%               | +8.5                | 149 / 300           | 78                  | 1r   | Coalició (Syriza-ANEL) |
| 2015 (II) | Alexis Tsipras        | 1,925,904           | 35.5%               | –0.8                | 145 / 300           | 4                   | 1r   | Coalició (Syriza-ANEL) |
| 2019      | Alexis Tsipras        | 1,781,174           | 31.5%               | –4.0                | 86 / 300            | 59                  | 2n   | Oposició               |
| 2023 (I)  | Alexis Tsipras        | 1,184,500           | 20.1%               | –11.4               | 71 / 300            | 15                  | 2n   | Anticipades            |
| 2023 (II) | Alexis Tsipras        | 929,373             | 17.8%               | –2.3                | 47 / 300            | 23                  | 2n   | Oposició               |

### Eleccions europees
| Parlament Europeu | Parlament Europeu   | Parlament Europeu | Parlament Europeu | Parlament Europeu | Parlament Europeu | Parlament Europeu | Parlament Europeu |
| Any               | Líder               | Vots              | %                 | ±pp               | Escons            | +/−               | Pos.              |
| ----------------- | ------------------- | ----------------- | ----------------- | ----------------- | ----------------- | ----------------- | ----------------- |
| 2009              | Alexis Tsipras      | 240,898           | 4.7%              | +0.5              | 1 / 22            | 1                 | 5è                |
| 2014              | Alexis Tsipras      | 1,518,608         | 26.6%             | +21.9             | 6 / 21            | 5                 | 1r                |
| 2019              | Alexis Tsipras      | 1.204.083         | 23,8%             | –2,8              | 6 / 21            | =                 | 2n                |
| 2024              | Stefanos Kasselakis | 593.133           | 14,92%            | -8,88             | 4 / 21            | 2                 | 2n                |

### Referèndums
| Any  | Qüestió                                     | Posició      | Vots      | %           | Resultat |
| ---- | ------------------------------------------- | ------------ | --------- | ----------- | -------- |
| 2015 | Acceptació de l'acord econòmic de la Troika | Suport al NO | 3,558,450 | 61,31 / 100 | Victòria |

### Líders
| No. | No. | Líder                 | Foto | Mandat                 | Mandat                 | Primer Ministre |
| --- | --- | --------------------- | ---- | ---------------------- | ---------------------- | --------------- |
|     | 1   | Nikos Konstantopoulos |      | 15 de gener de 2004    | 12 de desembre de 2004 | -               |
|     | 2   | Alekos Alavanos       |      | 12 de desembre de 2004 | 7 de setembre de 2009  | -               |
|     | 3   | Alexis Tsipras        |      | 7 de setembre de 2009  | 29 de juny de 2023     | 2015–2019       |
|     | 4   | Stefanos Kasselakis   |      | 24 de setembre de 2023 | 8 de setembre de 2024  | -               |
|     | 5   | Sokratis Famellos     |      | 24 de novembre de 2024 | Actual                 | -               |